# بال‌موداران آنولیپالپیا
 بال‌موداران آنولیپالپیا(نام علمی: Annulipalpia) نام یک زیرراسته از راسته بال‌مودار است.